# بل‌ویل (نیویورک)
بل‌ویل (به انگلیسی: Belleville) یک منطقهٔ مسکونی در ایالات متحده آمریکا است که در شهرستان جفرسون، نیویورک واقع شده‌است. بل‌ویل ۱۳۹٫۹ متر بالاتر از سطح دریا واقع شده‌است.